# Franz Pieper
Franz August Otto Pieper, född 27 juni 1852 i Karwitz, död 3 juni 1931 i Saint Louis, var en konfessionell luthersk teolog som bland annat var den fjärde presidenten för vad som vid den tiden hette den tyska evangelisk-lutherska synoden i Missouri, Ohio och andra stater (Missourisynoden).
Pieper föddes i Karwitz, Pommern, (135 km väster om Danzig) och dog i St. Louis, Missouri. Efter att ha studerat vid gymnasiet i Kolberg, Pommern, emigrerade han till USA 1870.  Han tog examen från Northwestern College i Watertown, Wisconsin, 1872 och avlade prästexamen vid Concordia Seminary i St. Louis 1875. Han var pastor från 1875 till 1878, först i Centerville, Wisconsin, och sedan i Manitowoc, Wisconsin. År 1878 blev han lärare i teologi vid Missourisynodens prästseminarium, Concordia Seminary, och 1887 blev han president för seminariet. Han verkade också som redaktör för Lehre und Wehre, seminariets fackteologiska tidskrift.
Som systematisk teolog skrev Franz Pieper sitt magnum opus, Christliche Dogmatik (1917–1924), en lärd och omfattande presentation av ortodox luthersk teologi. (Vid denna tid använde immigranterna från Tyskland fortfarande tyska.) Verket översattes till engelska med titeln Christian Dogmatics (1950–1953), och är fortfarande den  grundläggande läroboken i dogmatik vid Missouri-synoden. Han var också huvudförfattare till A Brief Statement (Ett kort uttalande) som fastställdes 1932, en kortfattad presentation av synodens läromässiga ståndpunkt.

## Verk i urval
- Christliche Dogmatik. 4 vol. (St. Louis: Concordia Publishing House, 1917–1924) [Engelsk översättning: Christian Dogmatics. 4 vol. (St. Louis: Concordia Publishing House, 1950–1953)]